# Weltersbach (Steinwenden)
Weltersbach ist mit knapp 600 Einwohnern der kleinste Ortsteil der Ortsgemeinde Steinwenden im Landkreis Kaiserslautern in Rheinland-Pfalz.

## Lage
Weltersbach liegt im Landstuhler Bruch im Süden des Gemeindegebiets. Der Mohrbach streift den nordöstlichen Rand des Siedlungsgebiets und stellt zugleich die räumliche Trennung vom Kernort Steinwenden dar, mit dem es baulich weitestgehend zusammengewachsen ist. Durch Weltersbach selbst fließt der Irlenbach, der kurz vor Steinwenden in den Mohrbach mündet.

## Geschichte
Weltersbach wurde im Jahr 1328 erstmals urkundlich erwähnt. Bis 1798 war der Ort Bestandteil der Kurpfalz und war dort wiederum dem Oberamt Lautern sowie dem Gericht Ramstein unterstellt. Von 1798 bis 1862 gehörte der Ort zum Kanton Landstuhl. 1815 hatte der Ort 184 Einwohner. Ab 1816 war er außerdem Bestandteil des Königreich Bayern. Von 1818 bis 1862 gehörte er dem Landkommissariat Homburg an; aus diesem ging das Bezirksamt Homburg hervor. Da ein Teil des Bezirksamts – einschließlich Homburg selbst – 1920 dem neu geschaffenen Saargebiet zugeschlagen wurde, wechselte der Ort ins Bezirksamt Kaiserslautern und wurde bis 1938 von einer in Landstuhl ansässigen Bezirksamtsaußenstelle verwaltet. 1938 wurde der Ort in den Landkreis Kaiserslautern eingegliedert. Nach dem Zweiten Weltkrieg wurde Weltersbach innerhalb der französischen Besatzungszone Teil des damals neu gebildeten Landes Rheinland-Pfalz. Im Zuge der ersten rheinland-pfälzischen Verwaltungsreform wurde Weltersbach am 1. September 1965 nach Steinwenden eingemeindet.

## Infrastruktur
Durch Weltersbach führen die Kreisstraßen 9 und 10. Am nördlichen Siedlungsrand verläuft die Bahnstrecke Landstuhl–Kusel; deren Haltepunkt Steinwenden liegt in unmittelbarer Nähe zu Weltersbach. Einziges Kulturdenkmal vor Ort ist ein Wohnhaus in der örtlichen Hauptstraße. Am nordöstlichen Siedlungsrand am Mohrbach befindet sich die Moormühle. An ihr steht mit dem Storchenbaum ein Naturdenkmal. Mit dem Sportverein Steinwenden befindet sich vor Ort ein Fußballverein.